# 森下高治
森下 高治（もりした たかはる、1944年 - ）は日本の心理学者。文学博士（関西学院大学）。帝塚山大学名誉教授。

## 人物
産業カウンセリング、職業適性、職場ストレスの研究者である。特に、生涯発達のなかで自らの生き方、あり方をどのように求めているか、働く人たちの職業行動の問題を調査研究と実践(カウンセリング)の両面から取り組んでいる。

## 経歴
- 1968年 関西学院大学文学部卒業
- 1973年 関西学院大学文学研究科教育心理学専攻博士課程修了
- 流通科学大学教授を経て、帝塚山大学心理学部教授
- 2015年3月 帝塚山大学を定年のため退職。

## 主著
- 1983年 職業行動の心理学 ナカニシヤ出版 ASIN B000J7D3QW
- 1992年 安全の行動科学―人がまもる安全、人がおかす事故 学文社 ISBN 978-4762004377
- 1997年 21世紀の産業心理学―人にやさしい社会をめざして福村出版 ISBN 978-4571250262
- 2001年 仕事とライフ・スタイルの心理学 福村出版 ISBN 978-4571250354
- 2006年 産業心理臨床入門 ナカニシヤ出版 ISBN 978-4888488365

## 学会
- 日本心理学会
- 日本応用心理学会（理事長：2009年4月～2012年3月）
- 日本教育心理学会
- 産業・組織心理学会
- 日本社会心理学会
- 日本心理臨床学会

## 専門分野
- 職業行動・職業心理学
- ライフ・スタイル
- 産業臨床心理学（臨床心理士）